# Whipper Billy Watson
William John Potts, noto con il ring name "Whipper" Billy Watson (East York, 25 giugno 1915 – Orlando, 4 febbraio 1990), è stato un wrestler canadese.
Fu due volte campione mondiale, avendo detenuto sia il titolo National Wrestling Association sia quello National Wrestling Alliance.

## Titoli e riconoscimenti
- International Wrestling Association (Montreal)
  - IWA International Heavyweight Championship (1)
- Maple Leaf Wrestling
  - NWA British Empire Heavyweight Championship (Toronto version) (9)
  - NWA Canadian Open Tag Team Championship (15) - con Pat Flanagan (1), Yvon Robert (1),[1] Hombre Montana (1), Tex McKenzie (2), Antonino Rocca (1), Pat O'Connor (1), Yukon Eric, (2), Bobo Brazil (1), Bernard Vigal, (1), e Ilio Dipaolo (4)
  - NWA International Tag Team Championship (Toronto version) (9) - con Yukon Eric (1), Bill Soloweyko (1),[2] Billy Red Lyons (1),[3] Bruno Sammartino (1), Johnny Valentine (2), Bulldog Brower (2), e Mark Lewin (1)
  - NWA World Heavyweight Championship (1)
- National Wrestling Association
  - NWA World Heavyweight Championship (1)1
- NWA All-Star Wrestling
  - NWA Canadian Tag Team Championship (Vancouver version) (1) - con Dan Miller
- Professional Wrestling Hall of Fame
  - Classe del 2015 - TV Era[4]
- Stampede Wrestling
  - NWA Canadian Heavyweight Championship (Calgary version) (1)
  - Stampede Wrestling Hall of Fame (Classe del 1995)[5][6]
- Wrestling Observer Newsletter
  - Wrestling Observer Newsletter Hall of Fame (Classe del 1996)

1Il World Heavyweight Championship della National Wrestling Association non è da confondersi con il titolo World Heavyweight Championship della National Wrestling Alliance. La National Wrestling Association e tutte le sue cinture erano completamente separati dalla National Wrestling Alliance.